# Vukovci, Črnomelj
Vukovci este o localitate din comuna Črnomelj, Slovenia, cu o populație de 41 de locuitori.